# 11-та повітряна армія (СРСР)
Одина́дцята пові́тряна а́рмія (11 ПА) — авіаційне об'єднання, повітряна армія військово-повітряних сил СРСР на Далекому Сході за часів Другої світової війни.

## Історія
Сформована у серпні 1942 року на базі ВПС 2-ї Червонопрапорної армії у складі трьох авіадивізій (96-та винищувальна, 82-га бомбардувальна, 206-та змішана).
Охороняла далекосхідні кордони СРСР. У грудні 1944 року переформована у 18-й змішаний авіакорпус, який у липні 1945 року увійшов до складу 10-ї повітряної армії.

## Склад
- 96-та винищувальна авіаційна дивізія (вад) (1942—1945);
- 82-га бомбардувальна авіаційна дивізія (бад) (1942—1945);
- 206 зад (1942—1945).

## Командування
- Командувачі:
  - Полковник, з 17 жовтня 1942 генерал-майор авіації Бібіков В. М. (27 липня 1942 — 22 січня 1945).
- Члени військової ради:
  - Старший батальйонний комісар, з 20 грудня 1942 полковник Федоров С. К. (27 липня — 16 грудня 1944).
- Начальники штабів:
  - Полковник Волгін А. Я. (27 липня 1942 — 31 липня 1944);
  - Полковник Козирев С. М. (31 липня 1944 — 22 січня 1945).